# كارولين بوك
كارولين بوك (بالسويدية: Carolina Bock)‏ هي ممثلة سويدية، ولدت في 28 أغسطس 1792 في بلدية ستوكهولم في السويد، وتوفيت في 22 مارس 1872 في City of Stockholm (former municipality) ‏ في السويد.